# بنوانت دو سگریا
بنوانت دو سگریا (به اسپانیایی: Benavent de Lérida) یک منطقهٔ مسکونی در اسپانیا است که در سگریا واقع شده‌است. بنوانت دو سگریا ۷٫۴ کیلومتر مربع مساحت دارد ۲۳۴ متر بالاتر از سطح دریا واقع شده‌است.